# Telescope Array Project
Telescope Array-projektet (Teleskop nätverks-projektet) är ett internationellt samarbete mellan forsknings- och utbildningsinstitutioner från Japan, USA, Ryssland, Sydkorea och Belgien. Experimentet är utformat för att observera partikelskurar från ultrahögenergetiska kosmiska partikelskurar med hjälp av en kombination av markbaserade nätverk och luftfluorescenstekniker. Det är beläget i öknen i Millard County, Utah, USA, cirka 1 400 meter över havet.
Telescope Array-observatoriet är ett hybrid detektorsystem som består av ett nätverk med 507 scintillationsdetektorer (SD) som mäter fördelningen av laddade partiklar vid jordens yta, och tre fluorescensstationer som observerar natthimlen ovanför SD-nätverket. Varje fluorescensstation är även utrustad med ett LIDAR-system för atmosfärisk övervakning. SD-nätverket är liknande den som AGASA-gruppen använder, men täcker ett område som är nio gånger större. Denna hybriduppställning av Telescope Array-projektet möjliggör samtidig observation av både den longitudinella och den laterala distributionen av partikelskurar. När en kosmisk stråle passerar genom jordens atmosfär och utlöser en partikelskurar, mäter fluorescensteleskopen det scintillationsljus som genereras när partikelskuren passerar genom atmosfärens gas, medan nätverket av scintillatordetektorer provtar "fotavtrycket" av partikelskuren när den når jordens yta.
Detektorerna som utgör marknätverket aktiveras när joniserande partiklar från en omfattande partikelskur passerar genom dem. När dessa partiklar passerar genom detektorn, framkallas scintillationsfotoner, vilka sedan samlas in av 96 våglängdsskiftande fibrer. De elektroniska komponenterna inom detektorerna filtrerar sedan resultaten, vilket ger detektorerna jämförbar noggrannhet med AGASA-experimentet. Detektorerna är jämnt fördelade över ett 762 km^2 stort rutnäts-nätverk med 1,2 km mellan varje enhet. Varje detektor har en vikt på 250 kg och består av strömförsörjning, två lager av scintillationsdetektorer och elektronik.
Telescope Array har tre fluorescensdetektor (FD) teleskopstationer. Dessa detektorer fungerar genom att mäta luftfluorescensljuset som utsänds av en omfattande partikelskur. Varje FD-teleskop består av en primär spegel (som består av 18 mindre hexagonala spegelsegment) och en kamera. Kamerorna består av 256 fotomultiplikatorrör (PMTs) som är känsliga för det ultravioletta ljuset som genereras av en kosmisk stråle partikelskurar. Stationerna är placerade i en triangel cirka 35 km från varandra med Central Laser Facility nära triangelns centrum. Var och en av de tre stationerna har 12–14 teleskop som betraktar intervallet från 3° till 33° i höjd. De tre platserna heter Black Rock Mesa (BRM), Long Ridge (LR) och Middle Drum (MD). Genom att kombinera data från de tre platserna är det möjligt att bestämma den primära energin och riktning för en partikelskur.
Lon och Mary Watson Millard County Cosmic Ray Center invigdes den 20 mars 2006. Centret ligger på 648 West Main Street i Delta. Byggnaden fungerar som högkvarter och datacenter för Telescope Array-projektet. I oktober 2011 öppnades ett nytt besökscenter vid Cosmic Ray Center. Det innehåller utställningar om historien om kosmisk strålforskning i Utah och om Telescope Array, som är spridd över öknen väster om Delta. Centret innehåller också en utställning om det närliggande Topaz-interneringslägret, där amerikanska medborgare av japanskt ursprung fängslades under andra världskriget.
TALE är Telescope Array Low Energy-förlängningen. Det är utformat för att observera kosmiska strålar med energier mellan 3×10^16 eV och 10^19 eV. TALE lägger till 10 nya teleskop till Middle Drum-observatorieplatsen (totalt 24 teleskop) och utökar det vertikala synfältet så att det nu sträcker sig från 3 till 59 grader i höjd. Detta gör att stationen kan se partikelskurutvecklingen inklusive partikelskurmaximum för händelser med lägre energi. Detta är avgörande när man försöker bestämma den kemiska sammansättningen av den inkommande kosmiska strålpartikeln. TALE-projektet har också ett nätverk av scintillatorstationer som är placerade 400m och 600m från varandra. Det ansluter sedan till det huvudsakliga Telescope Array scintillatornätverket där scintillatordetektorerna är 1200m från varandra. Dessa stationer mäter laddade partikeltätheter (partikelskurfotavtrycket) vid jordens yta för händelser med lägre energi som närmar sig 3x10^16 eV.
Telescope Array RADAR (TARA) Project är ett försök att övervinna några av de problem som är inneboende i nuvarande tekniker för upptäckt av kosmiska strålar. På grund av solen, månen och vädret är fluorescensteleskop vanligtvis begränsade till en tio procentig driftscykel. Markbaserade nätverk kan köras under dagen, men kräver en stor markyta, vilket gör det nödvändigt att bygga dem på avlägsna platser. Målet med TARA-projektet är att utveckla ett radarupptäckningssystem som kan upprätthålla en 24-timmars driftscykel till en bråkdel av kostnaden för konventionella detektionssystem. I september 2012 tilldelades forskare vid University of Utah tio miljoner kronor från W. M. Keck Foundation för att utveckla ett bistatiskt radarupptäckningssystem. Detta system kommer att byggas bredvid den befintliga Telescope Array och kommer att använda analoga TV-sändare och digitala mottagare för att observera omfång, riktning och styrka på kosmiska strålar för att spåra dem tillbaka till deras ursprungspunkt. När denna nya anläggning är färdigställd kommer den att kallas W.M. Keck Radar Observatory.
Telescope Array-projektet upptäckte Amaterasu-partikeln den 27 maj 2021. Denna partikel, med en energi på 2,4 x 10^20 eV, är den näst högsta extremenergistrålen från rymden som någonsin upptäckts. Forskare vid projektet har beskrivit denna ultrahögenergetiska kosmiska stråle och dess egenskaper i en studie publicerad i tidskriften Science den 23 november 2023. Fenomenet kan indikera partikelfysik som är okänd för vetenskapen. Detektionen av både Oh-My-God-partikeln och Amaterasu-partikeln bekräftar att dessa sällsynta ultrahögenergetiska händelser är verkliga
Trots att Telescope Array har observerat mer än 30 ultrahögenergetiska kosmiska strålar, har ingen av dessa observationer än kunnat avslöja deras ursprung eller hur de kan resa till jorden.
Telescope Array-projektet genomgår för närvarande (2023) en expansion som förväntas hjälpa forskare att bättre förstå dessa fenomen. När expansionen är slutförd kommer 500 nya scintillatordetektorer att läggas till, vilket utökar Telescope Array för att provta partikelskurar från kosmiska strålar över ett område på 2 900 km^2, som nästan är storleken på Rhode Island. Denna större täckning förväntas fånga fler händelser och ge ytterligare insikter om dessa mystiska fenomen.